# Melainotettix schlaginhaufeni
Melainotettix schlaginhaufeni är en insektsart som först beskrevs av Günther, K. 1934.  Melainotettix schlaginhaufeni ingår i släktet Melainotettix och familjen torngräshoppor. Inga underarter finns listade i Catalogue of Life.